# Mezquita de Atik Alí Pasha
La mezquita de Atik Alí Pasha (turco: Atik Ali Paşa Camii) es una mezquita situada en la zona norte del Gran Bazar en la ciudad turca de Estambul.

## Historia
Fue fundada por el gran visir Atik Ali Paşa bajo el reinado de Beyazid II, a partir de 1496, lo que la convierte en una de las mezquitas más antiguas de Estambul. Originalmente, formaba parte de un complejo que incluía una madrasa, un caravasar y un imaret (comedor de beneficencia). Sufrió grandes daños en los terremotos de 1648, 1716 y 1766, siendo reconstruida en cada ocasión.

## Arquitectura
Tìpica de la arquitectura otomana, su planta se articula alrededor de una cúpula central de 13,30 metros de diámetro, que forma la parte central de una sala de oración rectangular de 21,55 por 28,13 metros. El conjunto está flanqueado por un único minarete. 
Es una construcción rectangular en la que el mihrab es poco común al estar situado en una especie de ábside.